# Downtown Los Angeles
Downtown Los Angeles este cartierul central de afaceri al Los Angeles, California precum și un cartier rezidențial divers care are o populație de 85.000 de oameni. Un studiu din 2013 a arătat că acest cartier oferă peste 500.000 de locuri de muncă.
O moștenire de la fondarea orașului în 1781, Downtown Los Angeles este astăzi compus din diferite domenii, de la un cartier de modă la Skid Row și este hub pentru Los Angeles Metro Rail. Bănci, magazine și palate de film, la un moment dat au atras locuitori și vizitatori în zonă, dar districtul a scăzut punct de vedere economic și a suferit o recesiune de zeci de ani, până la renașterea recentă pornind de la începutul anilor 2000: clădirile vechi sunt modificate pentru noi utilizări și zgârie-nori sunt construiți.

## Legături externe
- Central City Association of Los Angeles
- Downtown Los Angeles community site
- Blogdowntown community site Arhivat în 2 mai 2014, la Wayback Machine.
- Downtown Los Angeles Art Walk, a California public benefit company
- Downtown Los Angeles neighborhood guide
- Downtown Los Angeles crime map and statistics